# Jüdischer Friedhof (Malá Šitboř)
Koordinaten: 50° 2′ 37,4″ N, 12° 31′ 56,7″ O

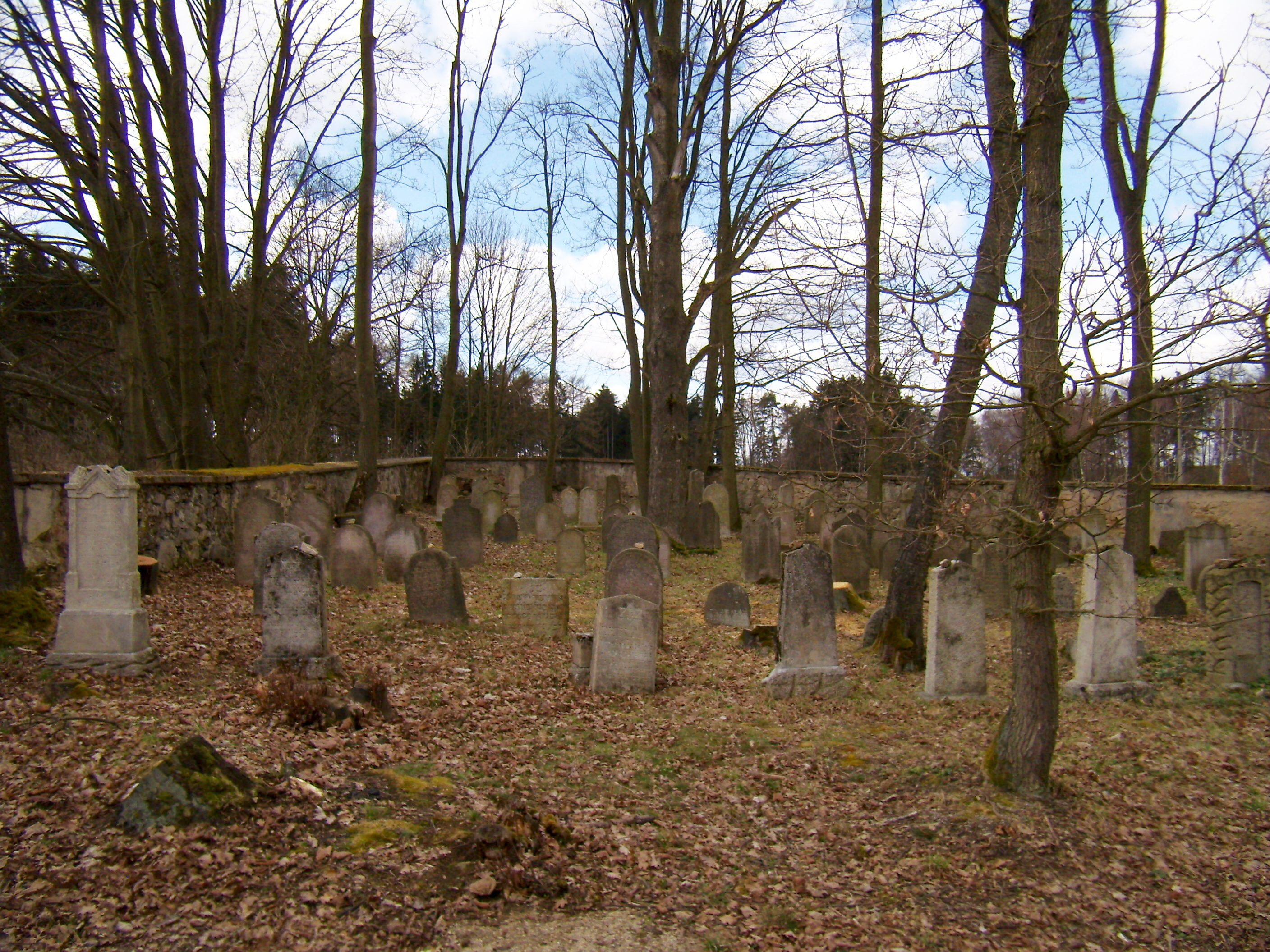
Jüdischer Friedhof in Malá Šitboř

Der Jüdische Friedhof in Malá Šitboř (deutsch Klein Schüttüber), einem Ortsteil der Gemeinde Milíkov u Mariánských Lázní (deutsch Miltigau) im Okres Cheb, wurde Anfang des 19. Jahrhunderts angelegt. 
Auf dem jüdischen Friedhof sind noch 82 Grabsteine erhalten.